# Venas cerebrales
En anatomía humana, las venas cerebrales son vasos sanguíneos de la circulación cerebral que drenan la sangre del cerebro humano. se pueden dividir en grupos externos (venas cerebrales superficiales) e internos (venas cerebrales internas) de acuerdo con las superficies externas o las partes internas de los hemisferios a los que drenan.

## Venas externas
Las venas externas son las venas cerebrales superiores, las venas cerebrales inferiores y las venas medias superficiales. Las venas cerebrales superiores de las superficies laterales superiores de los hemisferios drenan en el seno sagital superior. Las venas cerebrales superiores incluyen la vena anastomótica superior.

## Venas internas
Las venas cerebrales internas también se conocen como venas cerebrales profundas y drenan las partes internas profundas de los hemisferios. 